# Bezledy (gromada)
Bezledy – dawna gromada, czyli najmniejsza jednostka podziału terytorialnego Polskiej Rzeczypospolitej Ludowej w latach 1954–1972.
Gromady, z gromadzkimi radami narodowymi (GRN) jako organami władzy najniższego stopnia na wsi, funkcjonowały od reformy reorganizującej administrację wiejską przeprowadzonej jesienią 1954 do momentu ich zniesienia z dniem 1 stycznia 1973, tym samym wypierając organizację gminną w latach 1954–1972.
Gromadę Bezledy z siedzibą GRN w Bezledach utworzono – jako jedną z 8759 gromad na obszarze Polski – w powiecie iławeckim w woj. olsztyńskim na mocy uchwały nr 14 WRN w Olsztynie z dnia 4 października 1954. W skład jednostki weszły obszary dotychczasowych gromad Bąsze, Lejdy, Molwity i Solno oraz miejscowość Piersele z dotychczasowej gromady Warszkajty ze zniesionej gminy Galiny, ponadto miejscowość Wysieka z dotychczasowej gromady Barciszewo ze zniesionej gminy Wojciechy, w tymże powiecie. Dla gromady ustalono 11 członków gromadzkiej rady narodowej.
1 stycznia 1959 powiat iławecki przemianowano na powiat górowski.
31 grudnia 1961, w związku ze zniesieniem powiatu górowskiego, gromada weszła w skład powiatu bartoszyckiego w tymże województwie.
Gromada przetrwała do końca 1972 roku, czyli do kolejnej reformy gminnej.